# Boyle megye
Boyle megye az Amerikai Egyesült Államokban, azon belül Kentucky államban található. Megyeszékhelye és legnagyobb városa Danville. Lakosainak száma 30 614 fő (2020. április 1.). Boyle megye Mercer, Garrard, Lincoln, Casey, Marion és Washington megyékkel határos.

## Népesség
A megye népességének változása:
| Lakosok száma | 28 594 | 28 679 | 28 924 | 29 013 | 29 809 | 30 614 |
|               | 2010   | 2011   | 2012   | 2013   | 2015   | 2020   |